# Kirchberg am Walde
Kirchberg am Walde je městys v okrese Gmünd v Dolních Rakousích.

## Geografie
Kirchberg am Walde leží ve Waldviertelu (Lesní čtvrti) v Dolních Rakousích. Plocha městyse je 37,78 kilometrů čtverečních, z toho 36,32 % je zalesněno.
Městys je složen ze sedmi katastrálních území:
- Fromberg
- Hollenstein
- Kirchberg am Walde
- Süßenbach
- Ullrichs
- Weißenalbern

### Sousední obce
Od severu ve směru hodinových ručiček.
- severně Schrems
- severovýchodně Hirschbach
- východně Vitis
- jihovýchodně Zwettl
- jižně Schweiggers
- západně Waldenstein
- severozápadně Hoheneich

## Historie
Kirchberg byl poprvé zmiňován ve 12. století, tehdy se původně jednalo o Burgkirchenanlage se západní ulicí. Od roku 1580 byl Kirchberg dokumentován jako tržiště.

### Vývoj počtu obyvatel
- 1971 1859
- 1981 1685
- 1991 1520
- 2001 1473

## Kultura a pamětihodnosti
- Barokní farní kostel svatého Jana Křtitele, postavený v letech 1709-1713.
- Na silnici do Hirschbachu je postavená tzv. červená kaplička, postavená v roce 1659.
- Barokní – raně klasicistní, v podstatě středověký zámek se nachází na jižní straně obce.
- V letech 1715-1719 byl postaven z nadace hraběte Kuefsteina "Útulek Všech svatých". Nachází se na západní straně hlavního náměstí a sloužil pro ošetřování přestárlých.
- Na náměstí stojí pranýř s vyobrazením Justitia (datovaný 1714).
- Mimo Kichberg, v půli cesty do Ullrichsu, se nachází jedna z nejlépe udržovaných dřívějších šibenic Rakouska (označená datem 1743).

## Hospodářství a infrastruktura
Nezemědělských pracovišť bylo v roce 2001 44, zemědělských a lesních pracovišť bylo v roce 1999 106.
Počet výdělečně činného obyvatelstva v místě bydliště bylo podle sčítání lidu v roce 2001 630, což představovalo 44,26 %.

## Osobnosti
- Robert Hamerling (1830–1889) – gymnazijní učitel, básník a spisovatel